# Oxygène liquide

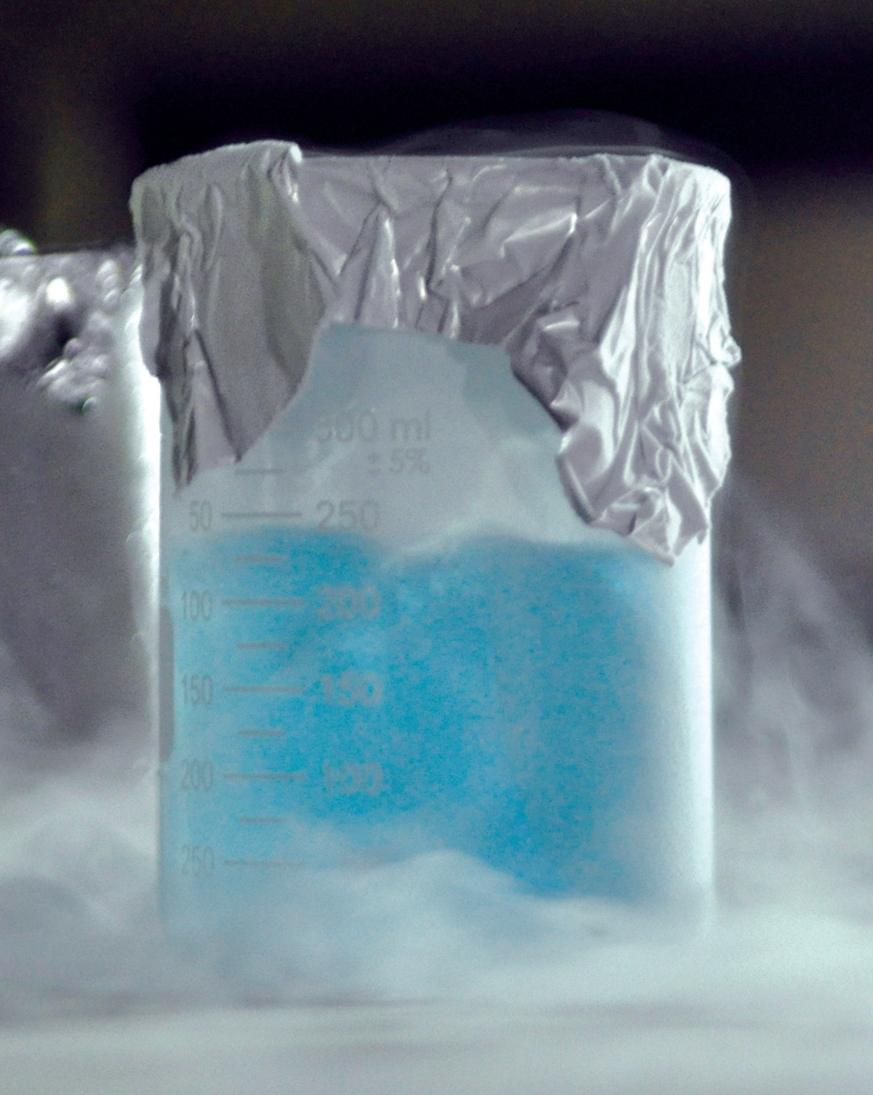
Oxygène liquide dans un bécher.

L'oxygène liquide est le dioxygène refroidi au-dessous de son point de condensation, soit 90,188 K (−182,96 °C) sous la pression atmosphérique (101 325 Pa). Sa masse volumique est alors de 1 141 kg/m3, et il gèle à 50,5 K (−222,65 °C). On l'obtient par distillation fractionnée à partir de l'air.
On le désigne souvent par l'acronyme LOX, notamment pour ses applications astronautiques.

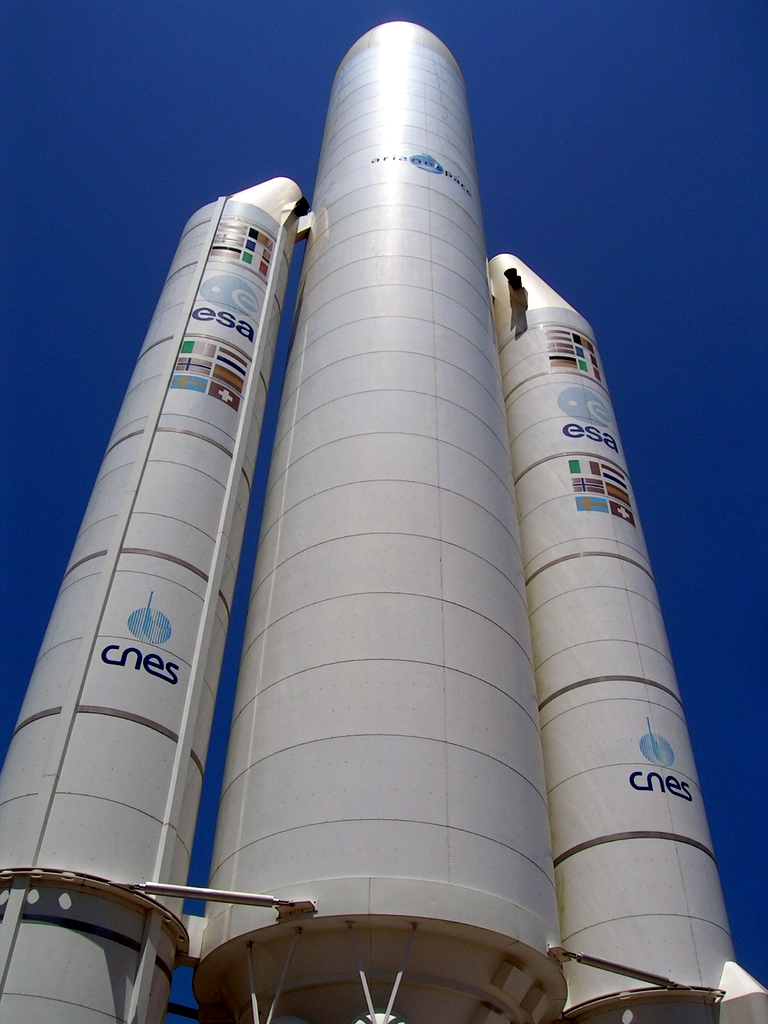
Le lanceur européen Ariane 5 ECA fonctionne à l'oxygène liquide avec de l'hydrogène liquide.
EAP P230 : PCPA
- Impulsion spécifique : 275 s
- Poussée : 6470 kN (× 2 propulseurs)
- Durée : 129 s
1er étage : LOX / LH2
- Impulsion spécifique : 431 s
- Poussée : 1340 kN
- Durée : 650 s
' : LOX / LH2
- Impulsion spécifique : 446 s
- Poussée : 64.7 kN
- Durée : 960 s

## Histoire
En 1845, Michael Faraday est capable de liquéfier les gaz les plus connus alors, comme le protoxyde d'azote, le cyanogène, le dichlore, l'ammoniac. Cependant, six d'entre eux résistent, ils sont désignés à l'époque « gaz permanents » : dioxygène, dihydrogène, diazote, monoxyde de carbone, méthane, monoxyde d'azote.

### Fabrication
À la fin du XIXe siècle, des scientifiques réalisent que l'air peut être liquéfié et ses composants isolés en le compressant et le refroidissant. Utilisant un procédé en cascade, le chimiste et physicien suisse Raoul Pictet fait évaporer du dioxyde de soufre liquide afin de liquéfier du dioxyde de carbone qui, à son tour, s'évapore pour refroidir suffisamment du dioxygène, permettant ainsi de le liquéfier. Le 22 décembre 1877, il envoie un télégramme à l'Académie des sciences à Paris dans lequel il annonce sa découverte de l'oxygène liquide.
Deux jours après, le physicien français Louis Paul Cailletet décrit sa propre méthode de liquéfaction de l'oxygène. Dans les deux cas, seules quelques gouttes de liquide sont produites donc il est impossible de mener des analyses approfondies. L'oxygène est liquéfié dans un état stable pour la première fois le 29 mars 1883 par le scientifique polonais Zygmunt Wróblewski de l'université Jagellonne de Cracovie et par Karol Olszewski.
En 1891, le chimiste écossais James Dewar est capable de produire suffisamment d'oxygène liquide pour pouvoir l'étudier. Le premier processus commercialement viable pour produire de l'oxygène liquide est développé en 1895 indépendamment par l'ingénieur allemand Carl von Linde et l'ingénieur anglais William Hampson. Dans les deux procédés, la température de l'air est abaissée jusqu'à ce que l'air soit liquéfié puis les différents composés gazeux sont distillés en les faisant bouillir les uns après les autres et en les capturant.
Plus tard, en 1901, le soudage oxyacétylénique est présenté pour la première fois en brûlant un mélange d'acétylène et de dioxygène comprimé. Cette méthode de soudure et de coupure du métal est devenue courante par la suite. En 1902, Georges Claude imagine un procédé de liquéfaction de l'air qui améliore le rendement de celui imaginé par Linde et où le travail fourni par la détente adiabatique de l'air après sa compression est utilisé dans le compresseur. Le refroidissement qui l'accompagne (effet Joule-Thomson) est mis à profit dans un échangeur de chaleur qui refroidit l'air à la sortie du compresseur. Claude réalise ainsi la séparation par distillation fractionnée de l'oxygène, de l'azote, de l'argon.
En 1923, le scientifique américain Robert H. Goddard est le premier à développer un moteur-fusée utilisant du carburant liquide. Le moteur utilise de l'essence comme carburant et de l'oxygène liquide comme comburant. Goddard fait voler avec succès une petite fusée à carburant liquide. Il lui fait atteindre 56 m et 97 km/h le 16 mars 1926 à Auburn (Massachusetts),.

## Propriétés comburantes
C'est un liquide cryogénique qui a un coefficient d'expansion de 860:1 à 20 °C, ce qui fait qu'on l'utilise dans certains avions militaires et commerciaux comme source d'oxygène respiratoire. Il rend les matériaux très cassants à son contact en raison même de sa température très basse. C'est un agent oxydant très puissant, au contact duquel les matières organiques brûlent rapidement de façon énergétique, ou peuvent exploser de façon imprévisible lorsqu'elles sont simplement imprégnées d'oxygène liquide : c'est notamment le cas des composés pétrochimiques, y compris l'asphalte.
Cela peut poser un problème lorsqu'on manipule à l'air libre de l'azote liquide car, à pression atmosphérique, ce dernier a une température inférieure au point de condensation du dioxygène de l'air, lequel peut donc se condenser à la surface du N2 liquide, formant un mélange enrichi en O2 liquide aux propriétés oxydantes inattendues pour ce qu'on pense être au départ de l'azote liquide ; finalement, on peut n'avoir plus que de l'oxygène liquide une fois tout l'azote évaporé.

## Utilisation comme ergol en astronautique
L'oxygène liquide était utilisé dès les années 1940 par les Allemands sous le nom de A-Stoff avec l'éthanol C2H5OH (appelé B-Stoff pour cet usage) comme combustible pour former un propergol liquide destiné aux fusées V-2.
Son usage s'est développé pendant la guerre froide pour propulser des missiles balistiques intercontinentaux, tels que le PGM-11 Redstone américain (descendant direct du V-2 allemand, utilisant le même propergol LOX / éthanol) et le R-7 Semiorka soviétique (alias SS-6 Sapwood, dont dérive l'actuel lanceur Soyouz-FG) dès 1959, premier vrai missile balistique intercontinental qui utilisait comme combustible un kérosène spécialement raffiné similaire au RP-1 américain.
De nos jours, l'oxygène liquide est utilisé comme comburant avec le RP-1 et l'hydrogène liquide dans un grand nombre de lanceurs tels que les fusées Delta, Atlas, Soyouz et Ariane 5.

## Utilisation comme médicament
Dans les hôpitaux, les patients atteints d'hypoxies sont traités par oxygénothérapie, c'est-à-dire par la respiration de mélanges d'air enrichi en oxygène gazeux, voire par respiration d'oxygène gazeux pur. L'oxygène nécessaire, qui est dans cette situation considéré comme un médicament, est souvent stocké sous forme d'oxygène liquide dans des cuves à double paroi,.

## Tétraoxygène
L'existence de molécules de tétraoxygène O4, composées de quatre atomes d'oxygène, avait été proposée en 1924 par Gilbert Lewis pour expliquer le fait que l'oxygène liquide n'obéit pas à la loi de Curie alors que les molécules de dioxygène O2 devraient donner un liquide paramagnétique, mais il semble aujourd'hui qu'en réalité les molécules O2 tendent à s'associer par paires aux spins antiparallèles pour former des structures instables de type (O2)2. Des études réalisées en 2001 par spectrométrie de masse à l'université de Rome « La Sapienza » ont montré que la structure du tétraoxygène O4 correspondrait à un complexe formé d'une molécule de dioxygène à l'état fondamental avec une molécule O2 dans un état excité particulier.